# Station Amsterdam Amstel
Station Amsterdam Amstel of het Amstelstation is een trein- en metrostation in Amsterdam-Oost, gelegen aan de spoorlijn Amsterdam – Utrecht. Er komen per dag ruim 25.000 reizigers langs (2024), men verwachtte (in 2017) in de jaren twintig een groei naar 80.000.

## Geschiedenis en ligging
De naam Amstelstation dateert uit het begin van de jaren dertig, toen de directeur van de Dienst der Publieke Werken, W.A. de Graaf, in 1932 zijn plannen ontvouwde voor de burgemeester en wethouders van Amsterdam voor wat de Spoorwegwerken Oost zouden gaan heten. De stad was ongelukkig met al die gelijkvloerse kruisingen van spoor en weg in Amsterdam-Oost tussen het Centraal Station en de Omval. De Graaf stelde voor het spoor op een dijklichaam te leggen en ook de situatie rond het verouderde Weesperpoortstation aan te pakken. Door dat station te sluiten en te verplaatsen in zuidoostelijke richting zou er in dit project een rechtstreekse verbinding tussen Utrecht en het Centraal Station tot stand komen en was men verlost met het kopmaken op het station Weesperpoort met zijn beperkte capaciteit.
Het talud van het dijklichaam werd een groenstrook dwars door de stad. Als plaatsaanduiding werd aanvankelijk nog gebruikt: een terrein in de Watergraafsmeer in het verlengde van de Berlagebrug, want de bebouwing van Amsterdam lag hier alleen langs de oever van de Amstel, de naamgever van het station. Voordeel van deze locatie was dat het station in de jaren na oplevering voor een betere bereikbaarheid zorgde voor de uitdijende wijken in Amsterdam-Oost en Amsterdam-Zuid. Het station werd gebouwd aan een dan nog naamloos plein, officieus Amstelstationsplein,dat op 26 juli 1939 haar officiële naam kreeg: Julianaplein. Het station werd gebouwd tussen 1937 en 1939 naar het ontwerp van C. van Eesteren (stedenbouwkundig traject), H.G.J. Schelling (Nederlandse Spoorwegen) en J. Leupen (Dienst der Publieke Werken). De eerste heipalen gingen augustus 1937 de bodem in, nadat de omliggende terreinen twaalf meter met zand opgehoogd waren en de maand ervoor proefpalen waren geslagen.  Ook voor de tramlijn Amsterdam - Laren was een nieuwe route met station ten zuiden van het Amstelstation gepland, maar deze is niet meer aangelegd. Op 15 oktober 1939 kwam koningin Wilhelmina het station openen.
Bijzonderheid aan het station was dat dit ook het begin- en eindpunt was van autoslaaptreinen. Auto's moesten, door een zijdeur in de toenmalige bagagehal, door de stationstunnel, via een hellingbaan naar het brede perron (richting Breukelen), waar aan de zuidzijde op de autoslaaptrein gereden kon worden. Bagage werd ingeleverd in de bagagehal, waar het via een hellingbaan naar beneden in de bagagetunnels verdween, die verbonden waren met goederenliften op de perrons. De bagagetunnel bestaat nog maar is nu in gebruik bij een schietvereniging.
De steeds maar groter wordende stad zorgde in de geschiedenis van het station voor een constante stroom van veranderingen en herinrichtingen van de terreinen rondom het station en ook voor doorlopende renovaties en herinrichtingen binnen. Het station lag bij de opening buiten de bebouwing van de stad. In de jaren vijftig kwam er bebouwing in de omgeving. In 1979 kwam er ook een ingang aan de westzijde waardoor de kantoren en woningen aan de westzijde direct vanuit het station bereikbaar werden en niet meer hoefde worden omgelopen.Vanaf de jaren tachtig ontwikkelde het gebied rondom het station zich in een rap tempo. Een kantorengebied (Manhattan aan de Amstel) werd er gebouwd, zodat de moderne forensische medewerker snel ter plekke was zonder gebruik te maken van de auto.
Na 2014 werd het station afgesloten met OV-chipkaart-poortjes met een gemeenschappelijk OV-chipkaartgebied voor de twee vervoerders NS en GVB. Twee afscheidingen van het buitengebied lopen in de dwarsrichting van de hal. Er zijn aparte rijtjes poortjes per vervoerder, en ook, op de perrons, losse kaartlezers van beide vervoerders. Voor het overstappen zijn op beide perrons OV-paaltjes van beide vervoerders geplaatst.
Aan het Julianaplein werden nieuwe gebouwen gerealiseerd voor woningen en kantoren, waarvoor de keerlus van de trams verplaatst moeten worden. Het terrein ten noordoosten van het station was jarenlang openbare fietsenstalling. Het terrein langs het Julianaplein werd geheel heringericht tussen 2017 en 2019, met een nieuw busstation aan de zuidzijde en een tramlus aan de noordzijde.

## Indeling perron
Het station telt twee eilandperrons en vier sporen, waarvan de middelste twee, sporen 2 en 3, sinds 1977 in gebruik zijn voor de Amsterdamse metro. Er is een cross-platform-overstap tussen trein en metro mogelijk gemaakt. De twee perrons zijn niet even breed, in het extra brede westelijke perron lag vroeger een hellingbaan die werd gebruikt voor auto's die dan over het perron door een uitgang aan de zuidzijde de autoslaaptrein op konden rijden die op een kopspoor aan de oostzijde van het westelijke perron stond, waar toen vijf sporen lagen.
Wegens de verbouwing voor de komst van de metro werd het vertrekpunt van de autoslaaptreinen in 1972 verplaatst naar station 's-Hertogenbosch. De middelste sporen werden door de NS buiten gebruik gesteld om plaats te maken voor de aanleg van de metrosporen waarbij het voordien nauwelijks gebruikte westelijke spoor weer in gebruik werd genomen.

## Treinverbindingen
De volgende treinseries stoppen in Amsterdam Amstel:
| Serie | Treinsoort     | Route | Bijzonderheden |
| ----- | -------------- | --- | --- |
| 2700  | Intercity (NS) | Maastricht – Sittard – Roermond – Weert – Eindhoven Centraal – 's-Hertogenbosch – Utrecht Centraal – Amsterdam Amstel – Amsterdam Centraal – Alkmaar – (Den Helder)              | Rijdt van maandag t/m donderdag tot 20:00 uur tussen Alkmaar en Maastricht. Rijdt op vrijdag en in het weekend enkel tussen Alkmaar en Amsterdam Centraal. Tijdens de spits rijden 2 ritten in spitsrichting door van/naar Den Helder. Rijdt niet 's avonds na 20:00. Wordt na 20:00 uur, op vrijdag en in het weekend tussen Amsterdam Centraal en Maastricht vervangen door intercity 2900. |
| 2900  | Intercity (NS) | Enkhuizen – Hoorn – Amsterdam Centraal – Amsterdam Amstel – Utrecht Centraal – 's-Hertogenbosch – Eindhoven Centraal – Weert – Roermond – Sittard – Maastricht                   | Rijdt van maandag t/m donderdag in de vroege ochtend en in de avonduren en rijdt van vrijdag t/m zondag de hele dag en vervangt dan Intercity 3900 tussen Enkhuizen en Amsterdam Centraal en intercity 2700 tussen Amsterdam Centraal en Maastricht. |
| 3000  | Intercity (NS) | Nijmegen – Arnhem Centraal – Ede-Wageningen – Veenendaal-De Klomp – Driebergen-Zeist – Utrecht Centraal – Amsterdam Amstel – Amsterdam Centraal – Zaandam – Alkmaar – Den Helder | Veenendaal-De Klomp wordt alleen na 19:00 bediend door deze serie. |
| 3900  | Intercity (NS) | Enkhuizen – Hoorn – Amsterdam Centraal – Amsterdam Amstel – Utrecht Centraal – 's-Hertogenbosch – Eindhoven Centraal – Weert – Roermond – Sittard – Heerlen                      | Stopt niet in Zaandam. Rijdt in de avonduren en van vrijdag t/m zondag de hele dag enkel tussen Eindhoven Centraal en Heerlen. Wordt in de avonduren en van vrijdag t/m zondag de hele dag vervangen door intercity 2900. Rijdt van maandag t/m donderdag in de avonduren enkel tussen Sittard en Heerlen en rijdt dan 1x/uur.                                                                |
| 4000  | Sprinter (NS)  | Uitgeest – Zaandam – Amsterdam Centraal – Amsterdam Amstel – Breukelen – Woerden – Gouda – Rotterdam Centraal                                                                    | |
| 7400  | Sprinter (NS)  | Uitgeest – Zaandam – Amsterdam Centraal – Amsterdam Amstel – Breukelen – Utrecht Centraal – Driebergen-Zeist                                                                     | Rijdt alleen tijdens de brede spitsuren, waarbij net na de ochtendspits en net vóór de middagspits enkel tussen Uitgeest en Utrecht Centraal v.v. wordt gereden. |

Sinds 25 april 2007 reden er geen directe stoptreinen meer vanaf Amsterdam Amstel naar Utrecht Centraal, met uitzondering van enkele heel vroege en late Sprinters. Vanaf eind 2008 kwam er in de spits weer een stoptrein die echter alleen richting Amsterdam Centraal in Amsterdam Amstel stopte. Vanaf 13 december 2010 stopte de trein weer in beide richtingen. Sinds 12 december 2011 rijden er op werkdagen in de spits weer rechtstreekse sprinters naar Utrecht en sinds 12 december 2016 ook op werkdagen overdag.

## Overig openbaar vervoer
Bij de opening in 1939 kreeg het Amstelstation een tramverbinding, de tramlijnen 5 en 25 werden toen over de Berlagebrug hierheen verlengd. Voor de trams werd 'beneden' een ruim emplacement op het Julianaplein aangelegd. In 1945 keerde lijn 25 echter niet terug, lijn 5 reed voortaan via de Wibautstraat. In 1948 en 1949 reed er een tijdelijke tramlijn S. Sinds 1961 reed tramlijn 7 naar het station. Deze werd in 1977 opgevolgd door tramlijn 12 die sindsdien hier zijn eindpunt heeft.
Het Amstelstation is verder te bereiken met de metrolijnen 51 (Isolatorweg – Centraal Station), 53 (Gaasperplas – Centraal Station) en 54 (Gein – Centraal Station) De Amstelveenlijn is vanaf 3 maart 2019 vervangen door metrolijn 51.
Het busstation bevond zich tot 2015 'boven' op hetzelfde niveau als het station en was te klein in omvang voor alle lijnen. Een aantal lijnen had zijn halte daarom bij de taxistandplaats voor het station en op het Julianaplein. Tot de ingebruikname van de metro (in 1977) en later de Flevolijn (in 1987) was het, afgezien van het Centraal Station, met rond de 20 buslijnen het drukste overstappunt van Amsterdam. Daarna nam het aantal streekbuslijnen af en kreeg Eurolines het oude streekbusstation tot zijn beschikking.
In 2015 werd het busstation verplaatst naar een tijdelijke locatie binnen de tramlus in verband met de bouw van een woontoren op de plaats van het oude busstation. Hiervoor moest Eurolines op 3 december 2014 uitwijken naar station Duivendrecht. In april 2018 werd het vernieuwde en uitgebreide busstation geopend op de vroegere locatie, naast de nieuwe Amstel Tower. De bussen staan in de andere richting opgesteld dan voorheen. De doorgaande lijnen maken geen gebruik van het busstation en halteren beneden voor het station. Ook de gehele verdere stationsomgeving is ingrijpend veranderd. In augustus 2018 werd de tramlus verplaatst naar de noordoostzijde van het station op de plaats van de voormalige taxistandplaats.
| Platform | Tramlijn | Maatschappij | Route                                                                                        | Bijzonderheden |
| -------- | -------- | ------------ | -------------------------------------------------------------------------------------------- | -------------- |
| C        | 12       | GVB          | Amstelstation – Rivierenbuurt – De Pijp – Museumplein – Leidseplein – Dam – Centraal Station |                |

| Platform                       | Buslijn | Maatschappij     | Route | Soort    | Bijzonderheden                 |
| ------------------------------ | ------- | ---------------- | --- | -------- | ------------------------------ |
| A5                             | 37      | GVB              | Station Noord – Nieuwendam – Muiderpoortstation – Amstelstation | Stadsbus |                                |
| A4                             | 40      | GVB              | Muiderpoortstation – Science Park Amsterdam – Amstelstation | Stadsbus |                                |
| A3                             | 41      | GVB              | Station Holendrecht – Duivendrecht – Amstelstation | Stadsbus |                                |
| A3/B1                          | 62      | GVB              | Station Lelylaan – Station RAI – Amstelstation | Stadsbus |                                |
| A2                             | 65      | GVB              | KNSM-eiland – Amstelstation | Stadsbus |                                |
| B2                             | 245     | GVB              | Molenwijk → Muiderpoortstation → Amstelstation → Schiphol | Stadsbus | Drie ritten in vroege ochtend  |
| A7                             | 320     | Transdev         | Hilversum – Huizen – Naarden – Muiden – Amsterdam Amstelstation | R-net    |                                |
| A6                             | 322     | Keolis Nederland | Station Almere Parkwijk – Almere 't Oor – Station Almere Poort – Muiden – Station Amsterdam Amstel                                                                                          | R-net    |                                |
| A6                             | 327     | Keolis Nederland | Almere Haven – Almere 't Oor – Muiden – Station Amsterdam Amstel | R-net    |                                |
| B1/B2                          | N22     | Keolis Nederland | Amsterdam Leidseplein – Station Amsterdam Amstel – Muiden P+R – Station Almere Poort – Station Almere Muziekwijk – Station Almere Centrum – Station Almere Parkwijk – Station Almere Buiten | Nachtbus | Rijdt alleen op zaterdagnacht. |
| B1/Wibautstraat (stadinwaarts) | N85     | GVB              | Centraal Station – Amstelstation – Duivendrecht – Station Bijlmer – Holendrecht – Gein – Station Bijlmer ArenA – Prins Bernhardplein – Centraal Station                                     | Nachtbus |                                |

## Kunst
De volgende kunstwerken bevinden zich in de openbare ruimte:
- Vanaf 1939: twee wandschilderingen van Peter Alma zichtbaar in de ontvangsthal; in 2003 kwam daar een tableau van dezelfde kunstenaar bij, afkomstig uit het gesloopte Marnixbad.
- Eveneens vanaf 1939: twee beelden onder de samenvattende titel Terugblik en Toekomst der Spoorwegen van Theo van Reijn.
- Vanaf 2006: het techniekgebouwtje aan het zuideinde van spoor 4 is voorzien van panelen ontworpen door Serge Verheugen.
- In 1977 werd bij de opening van het metrostation een kunstwerk aangeboden van Ruud van de Wint getiteld "Ruimtediagonaal", een 41 meter lange buis van 16 cm doorsnee die diagonaal door de stationshal hing, bevestigd aan het plafond.[9] Dit kunstwerk is na ruim een decennium weer verwijderd.[10]
- In 2021 is, in samenwerking met NS Stations, een audiotour gemaakt door Anneke Bokern, Paul Vlok en Leon Spbrecgts, met Jelte van Koperen als verteller.[11]

## Afbeeldingen

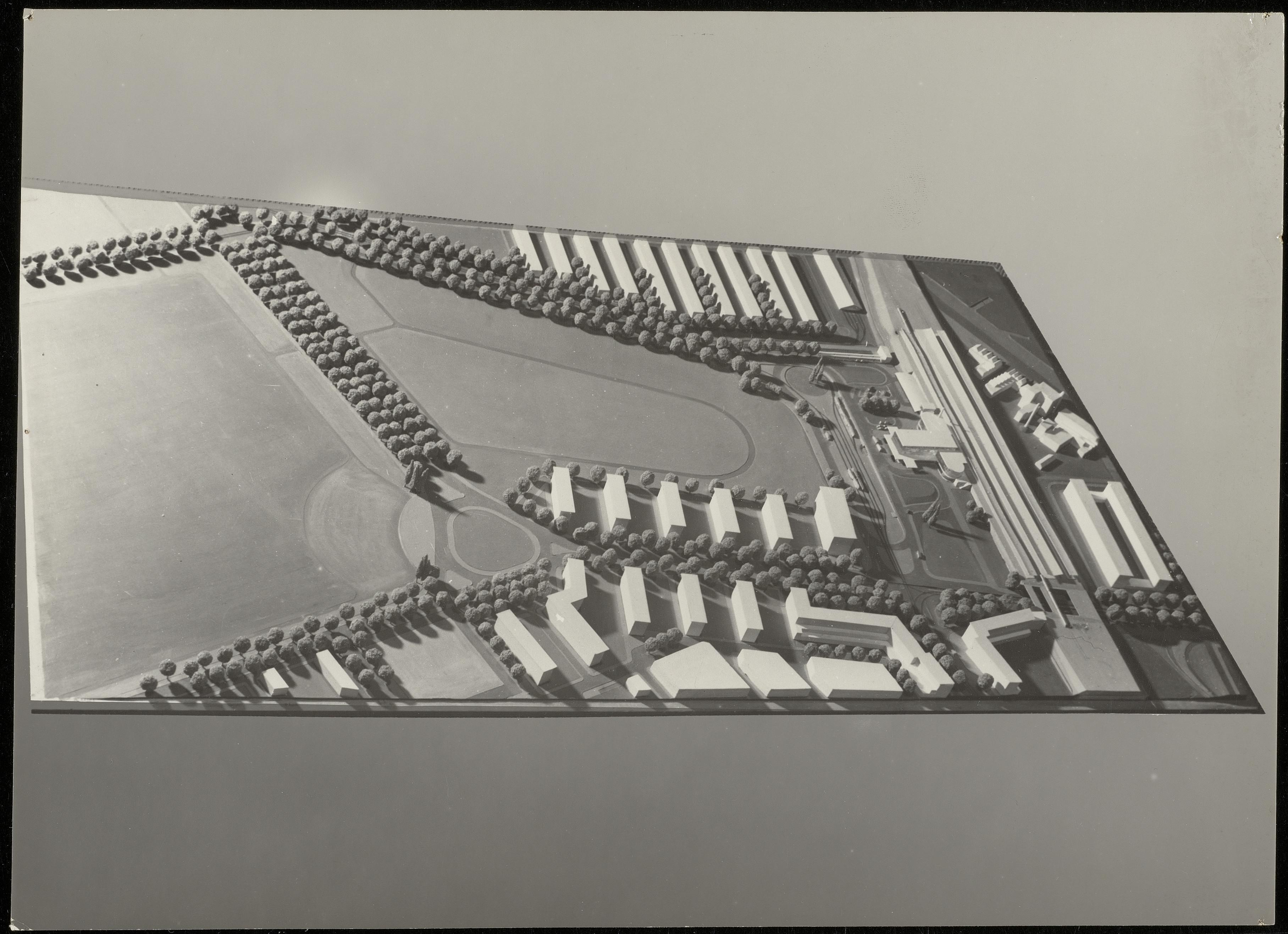
Stedebouwkundig ontwerp van Cornelis van Eesteren voor het Amstelstation (rechts) en omgeving; circa 1938.
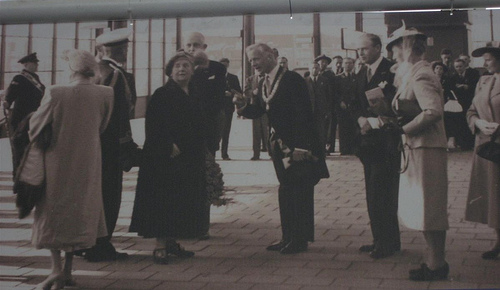
Opening door koningin Wilhelmina op 15 oktober 1939.
- Polygoonjournaal opening Amstelstation.
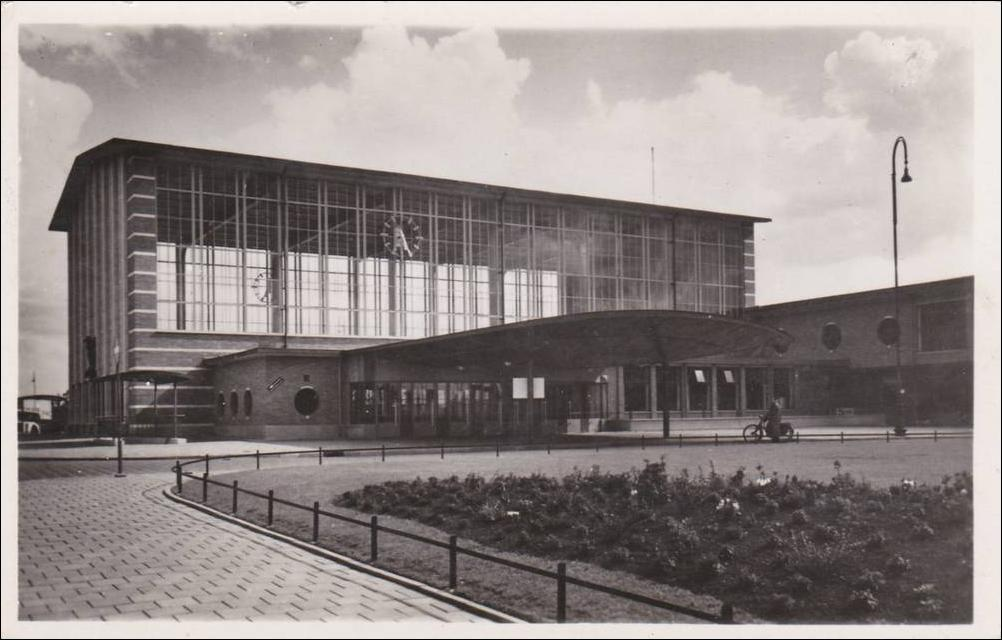
Het Amstelstation kort na de bouw; circa 1940.
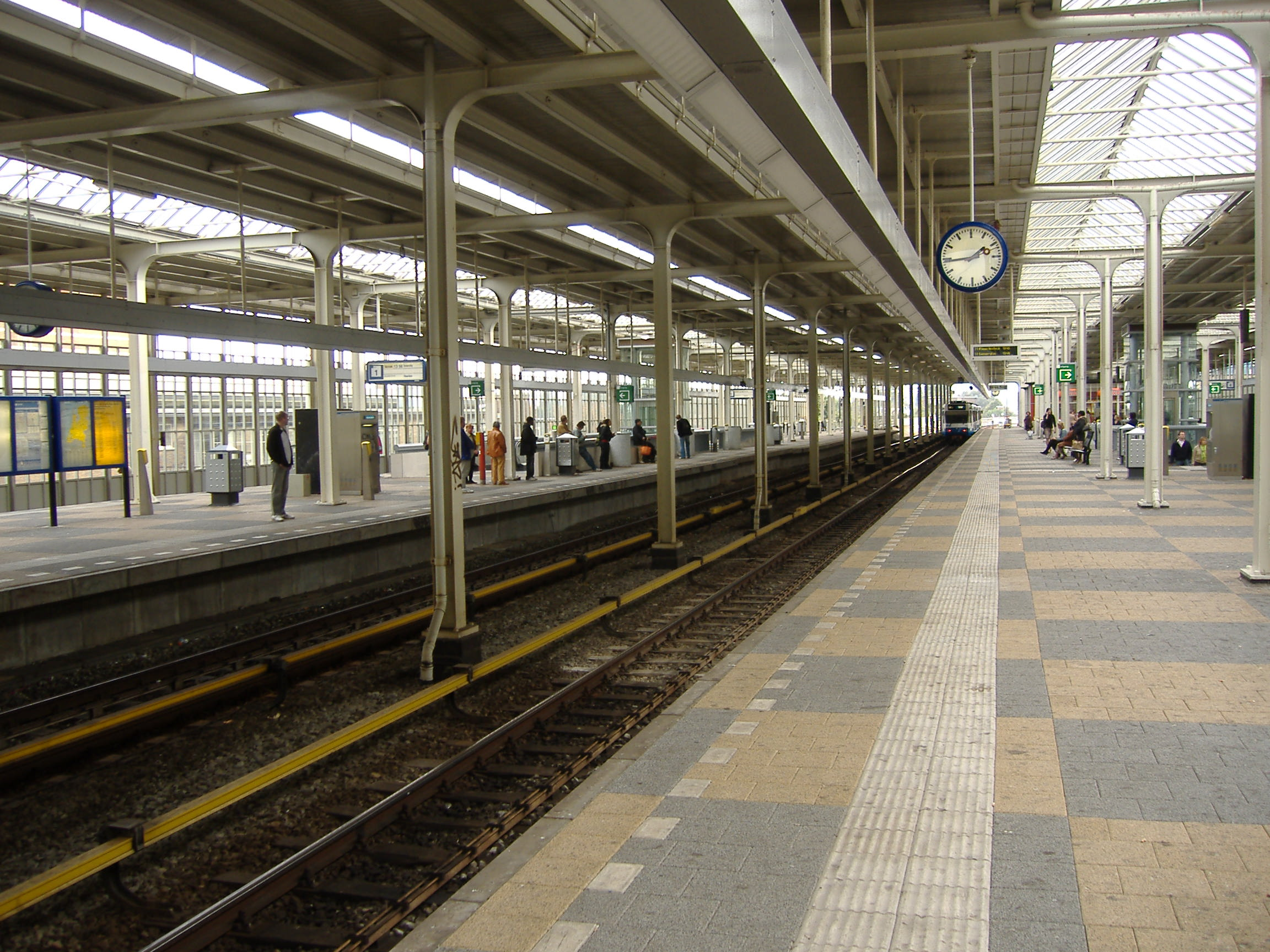
Onder de perronkap.
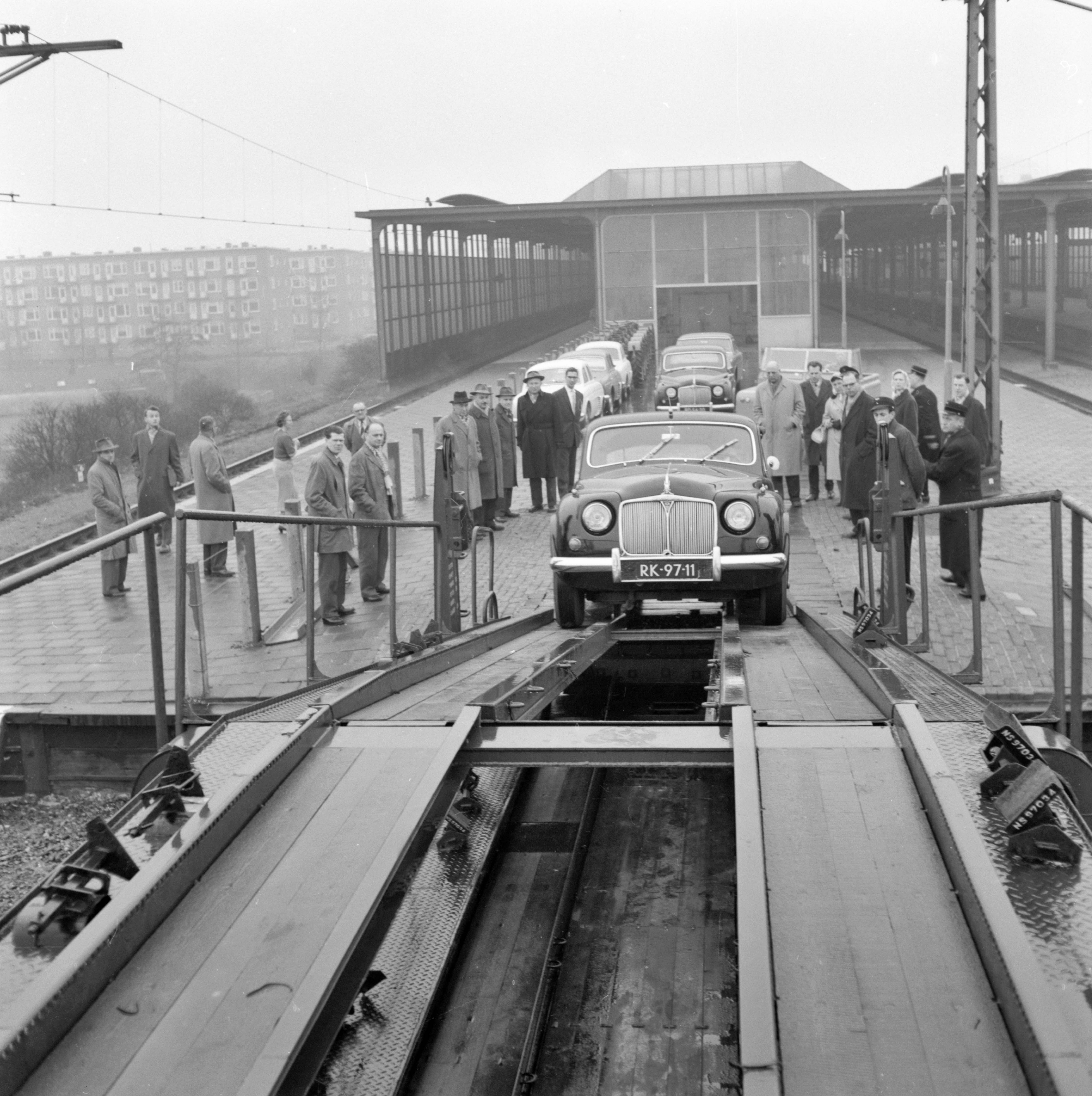
Het oprijden van een dubbeldekwagen van de autoslaaptrein; 1960.
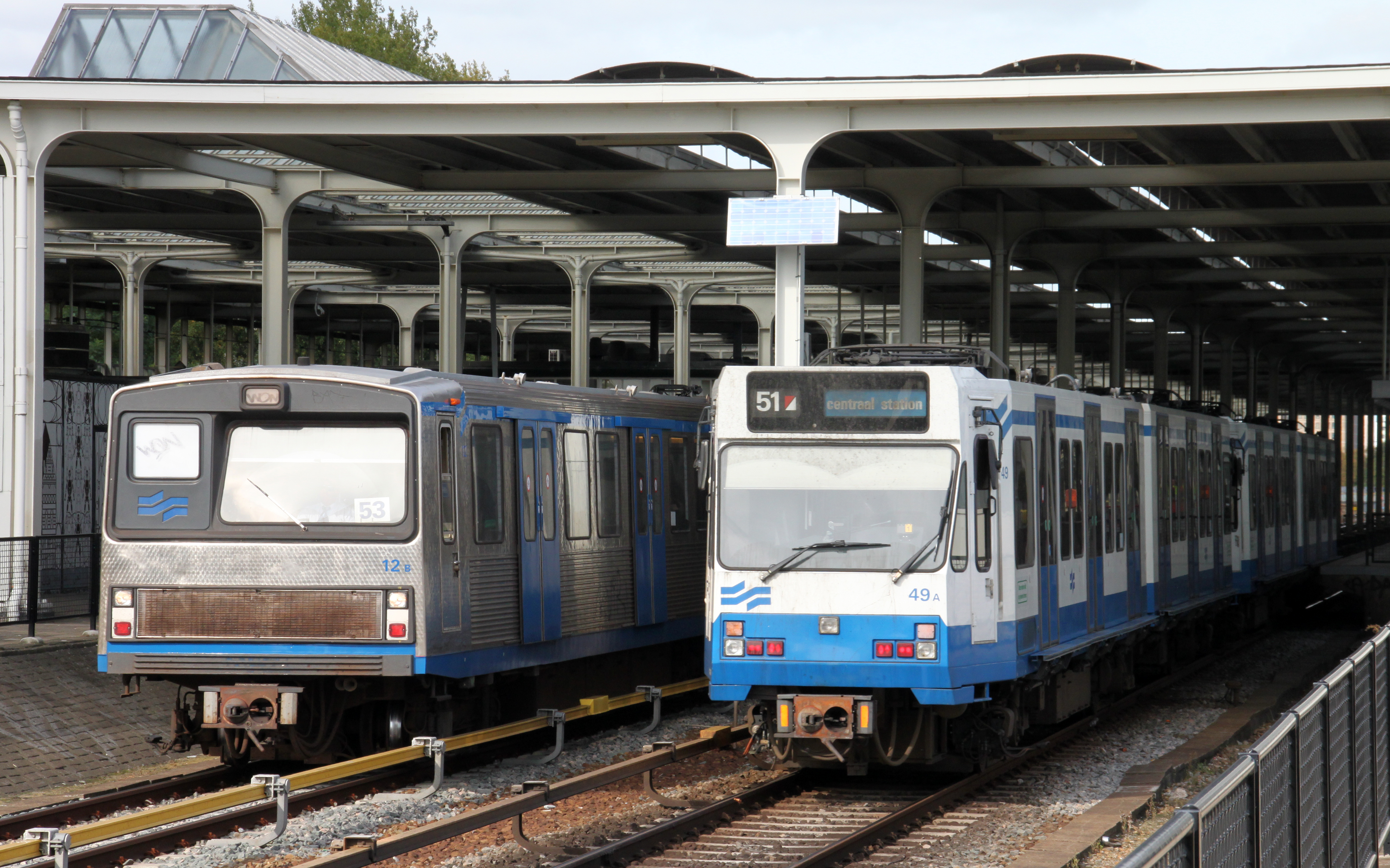
Een metrotreinstel en sneltram bij het Amstelstation; 2009.
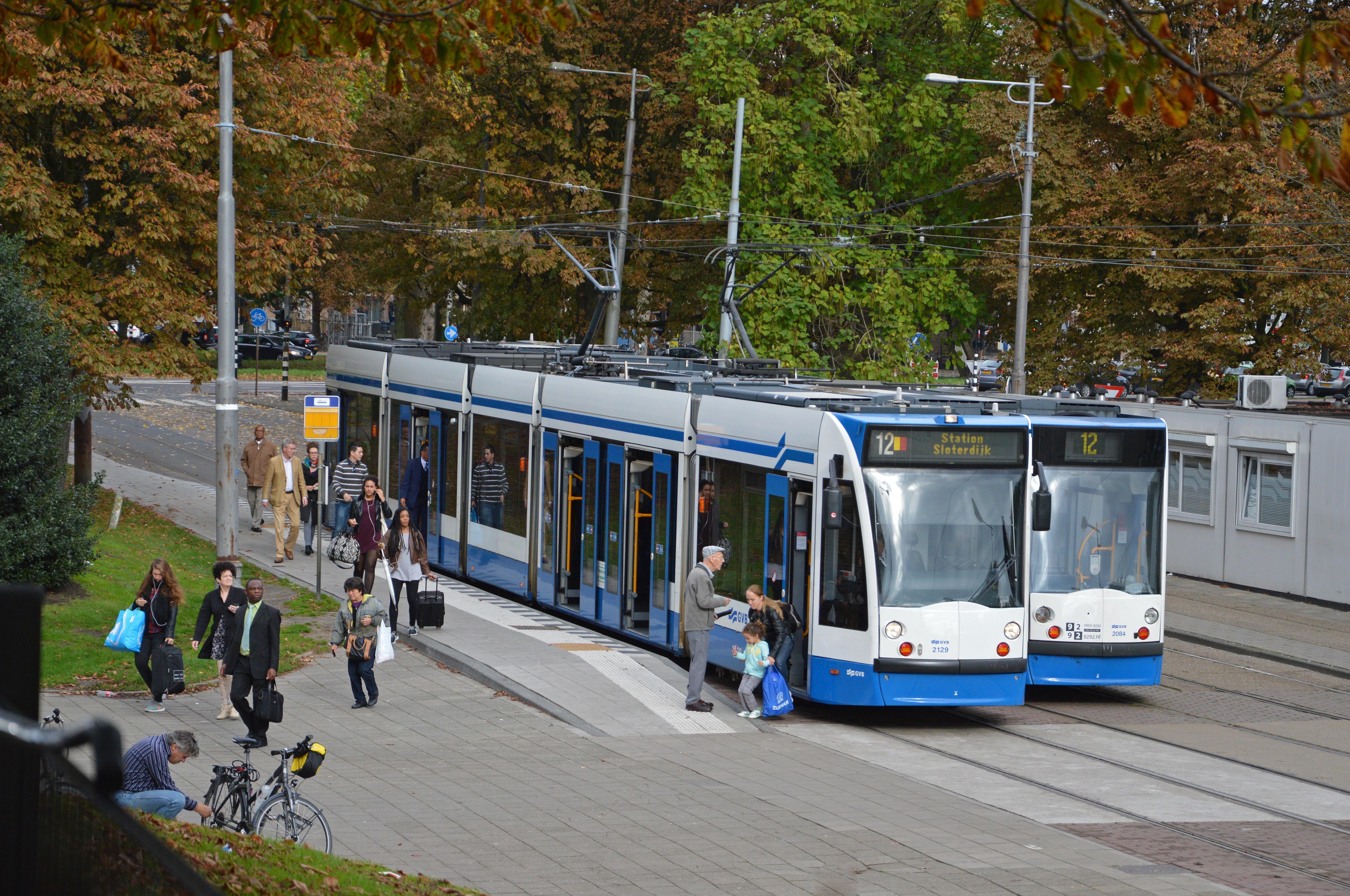
Trams van lijn 12 op oude eindpunt op het Julianaplein; 2014.
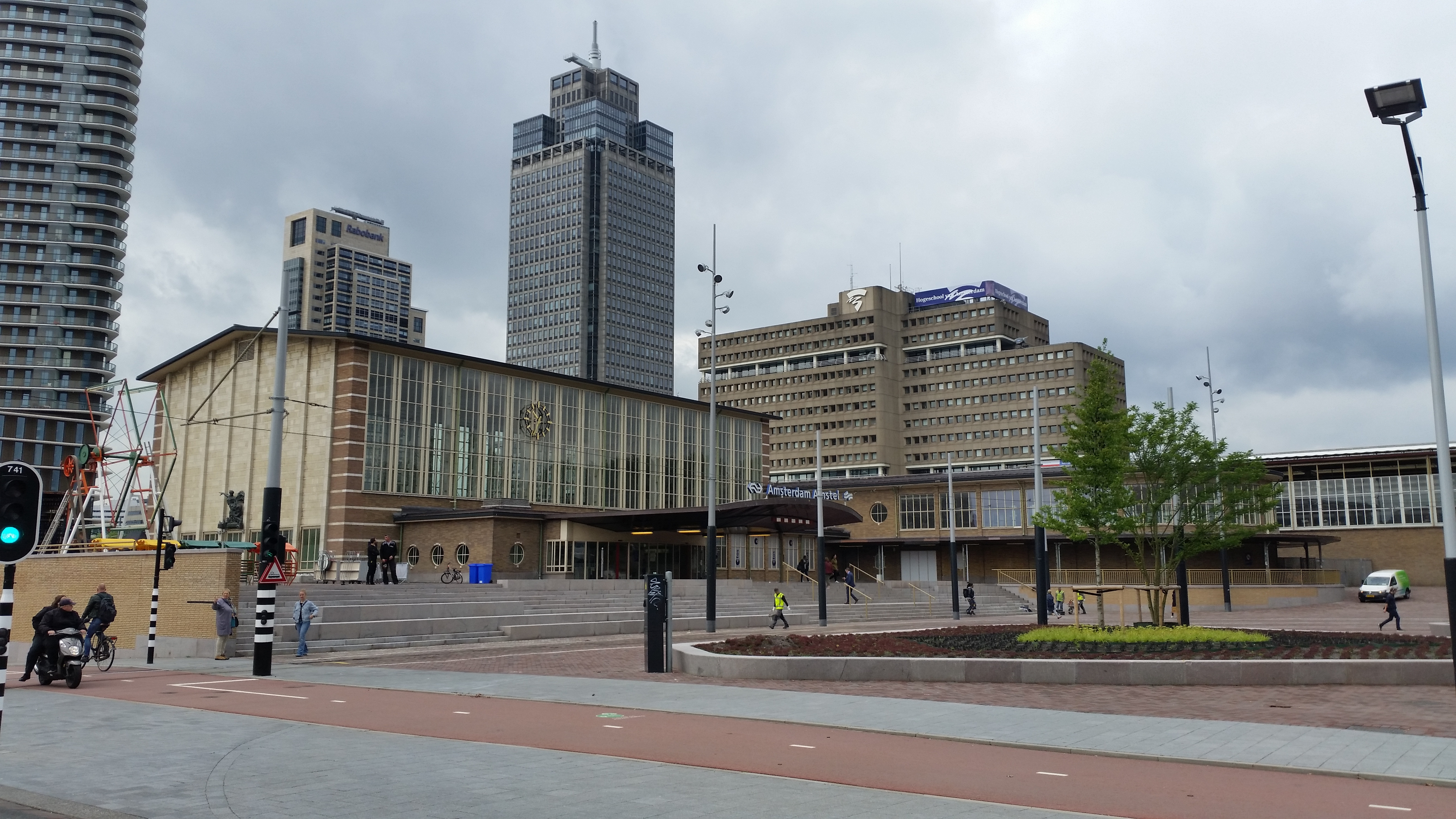
Keerlus van tram 12 voor het Amstelstation in juni 2019, op achtergrond van rechts naar links ROC, Rembrandttoren, Mondriaantoren en Amstel Tower.
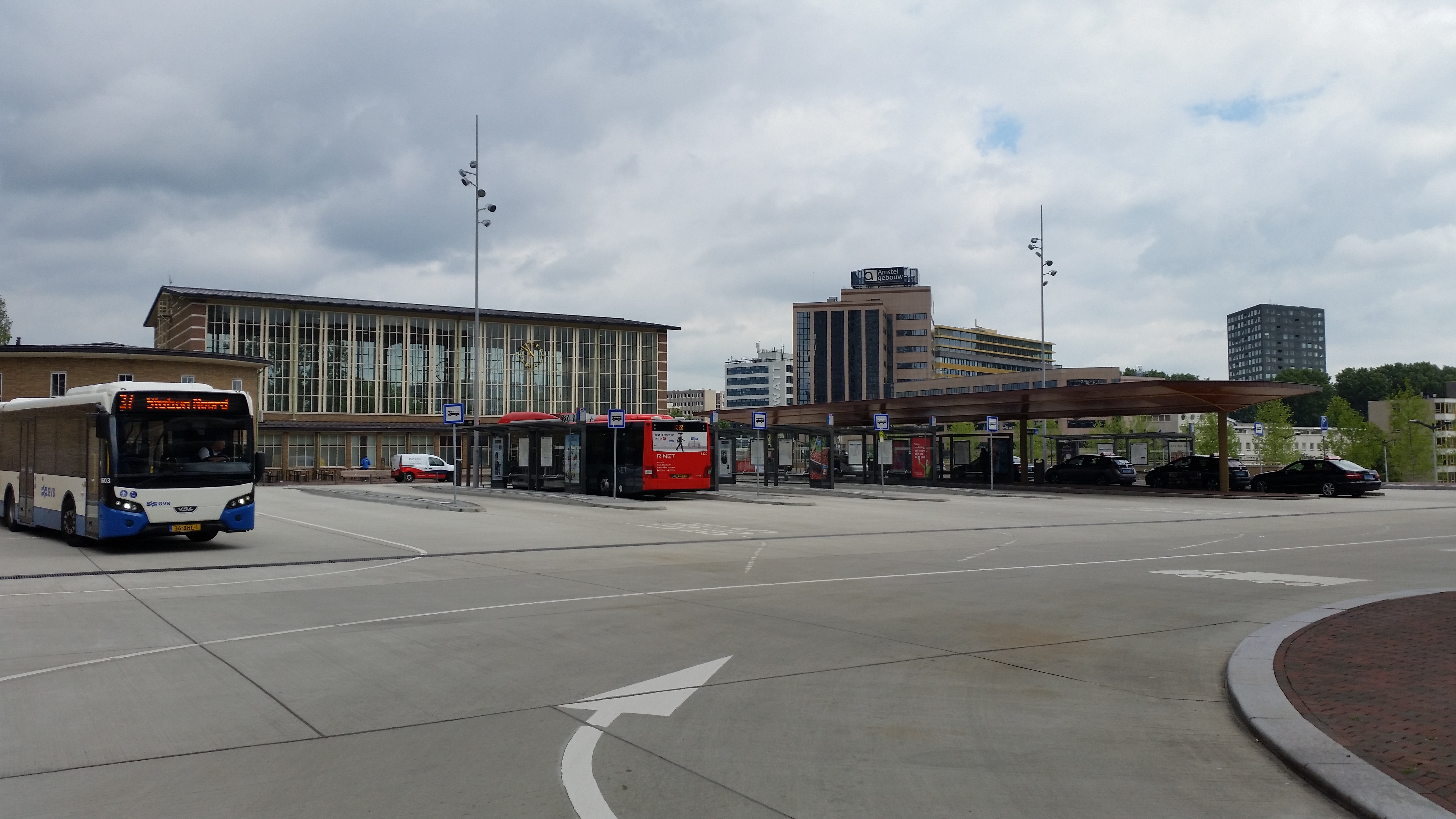
Busstation met een GVB- en een Keolisbus; juni 2019.
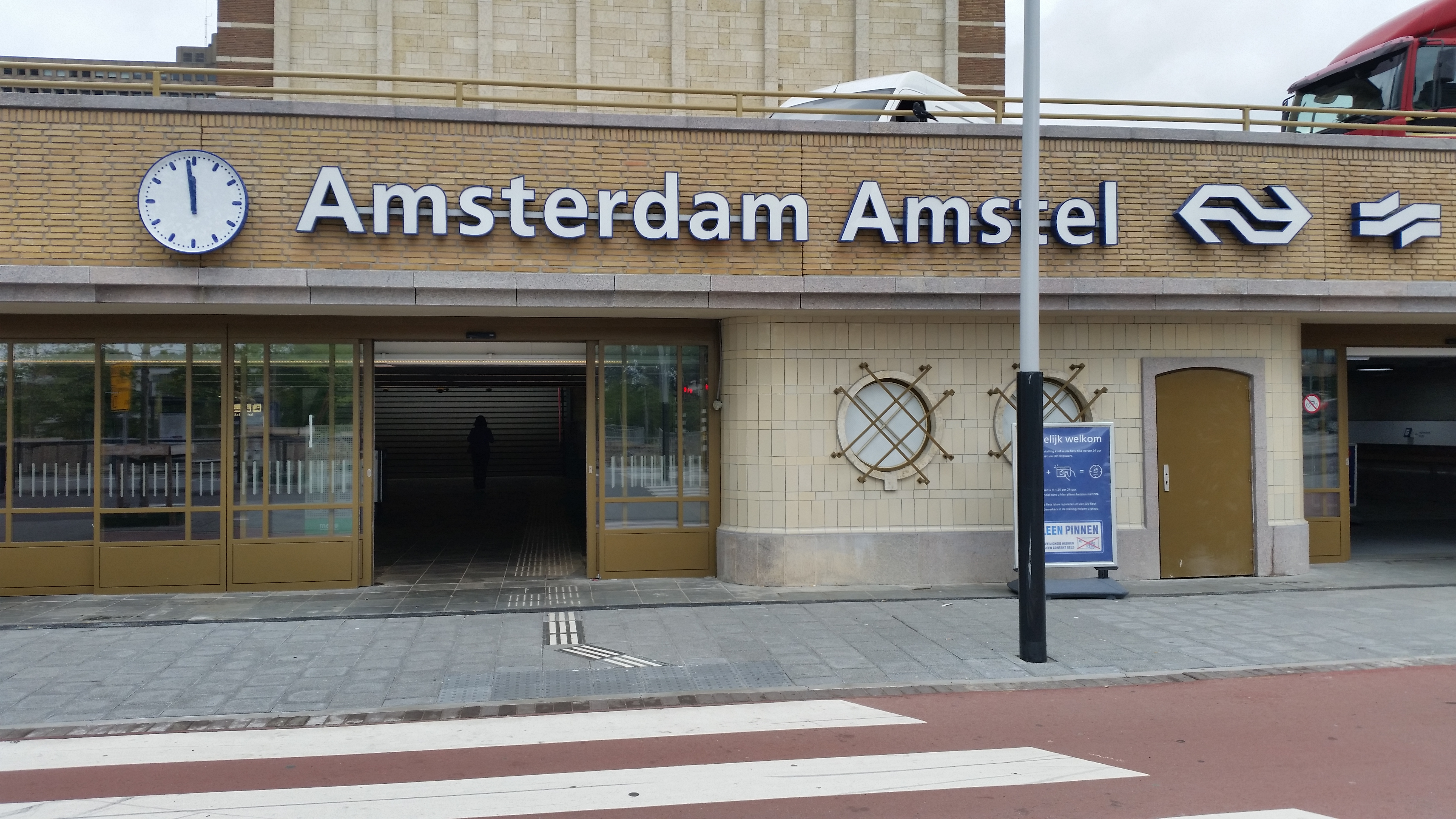
Ingang Julianaplein; juni 2019.
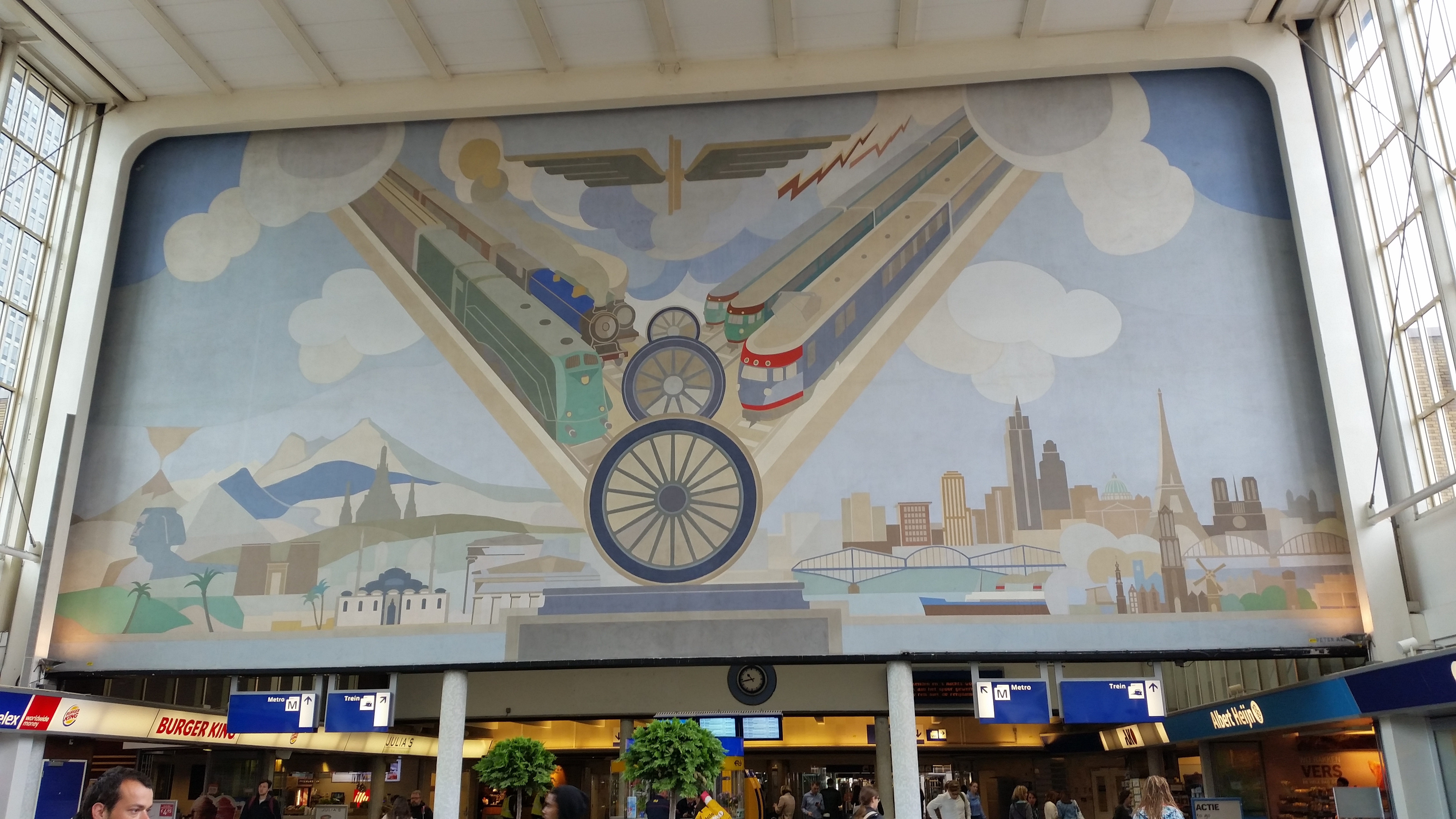
Muurschildering van Peter Alma in de stationshal aan de westzijde; De ontwikkeling van de locomotief, 13 juni 2019.
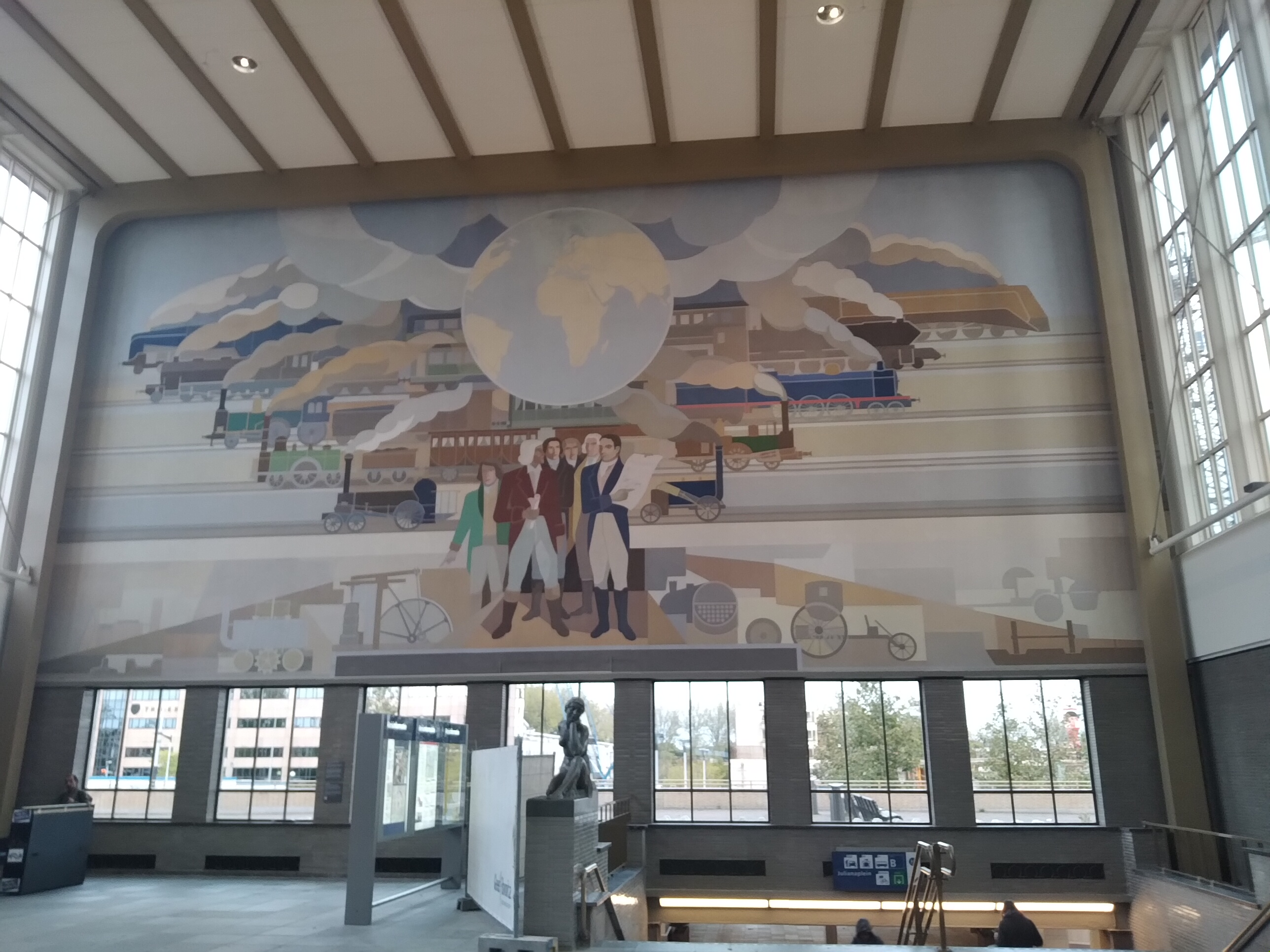
Muurschildering van Peter Alma in de stationshal aan de oostzijde: Het resultaat van technische ontwikkeling, 5 november 2021.

## Ontwikkeling aantal reizigers
Het aantal door NS vervoerde reizigers (per gemiddelde werkdag) ontwikkelde zich sedert 2019 als volgt:
| Jaar | Aantal reizigers |
| ---- | ---------------- |
| 2019 | 37.793           |
| 2020 | 14.823           |
| 2021 | 14.888           |
| 2022 | 23.239           |
| 2023 | 26.925           |
| 2024 | 26.593           |

## Trivia
- Voor de serie Peppi en Kokki werden er opnames gemaakt op station Amsterdam Amstel voor de aflevering Peppi en Kokki op reis.